# هینتون والدریست
هینتون والدریست (به انگلیسی: Hinton Waldrist) یک روستا و محله مدنی در بریتانیا است که در ویل آو وایت هرس واقع شده‌است. هینتون والدریست ۳۲۸ نفر جمعیت دارد.